# Big Dreams
Big Dreams is een nummer gemaakt door The Game, en is de streetsingle van het album L.A.X. De track is geproduceerd door het duo Cool & Dre. Ook bekend van Hate It Or Love It. 

## Achtergrond
Big Dreams werd meteen opgenomen nadat The Game uit de gevangenis kwam, na 8 dagen. Hij nam meteen contact op met producers Cool & Dre en vloog naar de studio in Miami. De track werd al de week daarna al uitgelekt en een paar dagen daarna uitgebracht. Het is de officiële streetsingle van L.A.X.
Dre (van Cool & Dre) gaf het volgende commentaar:
"Big Dreams is one of the most amazing records that I can honestly say that me and Cool have been a part of. It is a phenomenal record. It's very inspirational. It's gonna be big in the streets, but it's gonna be big all across the board. I feel like 'Hate It or Love It' was such an inspirational record that a lot of people didn't see coming. And this has the same feel as far as how it makes you feel, but it's gonna inspire the shit outta everybody. It's one of those records — his performance, his delivery, he's lyrically on a level that I can't even compare anyone to. He stepped it up to a notch that's amazing. He definitely has a new passion. And the fucking record is gonna really, really destroy."
Er is een officiële remix van het nummer, waarop rappers Ya Boy en Juice op te horen zijn.